# Good Day Sunshine
A Good Day Sunshine a The Beatles dala az 1966-os Revolver albumról. Paul McCartney írta, és Lennon–McCartney szerzemény. 
A dalt McCartney John Lennon otthonában szerezte egy forró délutánon. A dalhoz Lennon csak egy minimális segítséget nyújtott.  A dalhoz az inspirációt a The Lovin' Spoonful zenekar Daydream című száma adta.
A dalt 1966. június 8-án és 9-én rögzítették a stúdióban. A középrészben a bárzongorát George Martin szólaltatta meg.
A dalt később McCartney a Give My Regards to Broad Street című film albumán újból előadta. Majd az 1989-1990-es világkörüli turnéján ismét műsorra tűzte.

## Közreműködött
Ian MacDonald állítása szerint:

### The Beatles
- Paul McCartney – ének, basszusgitár, zongora, taps
- John Lennon – vokál, gitár (?), taps
- George Harrison – vokál, taps
- Ringo Starr – dob, taps

### További közreműködő
- George Martin – zongora

## Fordítás
Ez a szócikk részben vagy egészben  a   Good Day Sunshine című angol Wikipédia-szócikk fordításán alapul.  Az eredeti cikk szerkesztőit annak laptörténete sorolja fel. Ez a jelzés csupán a megfogalmazás eredetét és a szerzői jogokat jelzi, nem szolgál a cikkben szereplő információk forrásmegjelöléseként.

## Jegyzet
1. ↑  Barry Miles. Paul McCartney. Cartaphilus Kiadó, 322. o. (2009)
2. ↑  Bánosi György, Tihanyi Ernő. Beatles zenei kalauz, 34. o. (1999)
3. ↑  Marsi József. Beatles kódex, 77. o. (2022)
4. ↑  Ian MacDonald. A fejek forradalma, 267. o. (2015)